# Cheiracanthium punctorium
Cheiracanthium punctorium là một loài nhện trong họ Miturgidae.